# 4 (álbum de Beyoncé)
4 é o quarto álbum de estúdio da artista musical estadunidense Beyoncé. Foi lançado em 24 de junho de 2011 pela Parkwood Entertainment e Columbia Records. Após um hiato de carreira que reacendeu sua criatividade, Beyoncé se inspirou para criar um disco com base no seu ritmo tradicional rhythm and blues que se destacava da música popular contemporânea. Suas colaborações com os compositores e produtores de discos The-Dream, Tricky Stewart e Shea Taylor produziram um tom mais suave, desenvolvendo estilos vocais diversos e influências do funk, música hip hop, e soul.
Cortando laços profissionais com o pai e empresário Mathew Knowles, Beyoncé evitou a música de seus lançamentos anteriores em favor de um álbum íntimo e pessoal. As letras de 4 enfatizam a monogamia, o empoderamento feminino e a autorreflexão, um resultado de Beyoncé considerando uma mensagem mais madura para sustentar a credibilidade artística. Em maio de 2011, Beyoncé enviou setenta e duas músicas para a Columbia Records para análise, doze das quais apareceram na edição padrão.
O 4 foi promovido em meados de 2011 por apresentações de televisão e aparições em festivais, como o conjunto do Festival de Glastonbury de Beyoncé . O álbum recebeu críticas positivas de críticos de música; várias publicações incluíram em suas listas de fim de ano. Foi seu quarto álbum consecutivo a estrear no número um na Billboard 200 nos EUA, e também alcançou o número um no Brasil, França, Irlanda, Coreia do Sul, Espanha, Suíça e Reino Unido. 4 gerou os singles internacionais "Run the World (Girls)", "Best Thing I Never Had", "Party", "Love on Top" e "Countdown". "Love on Top" ganhou um Grammy Award para Best Traditional R&B Performance na 55ª cerimónia anual. Até dezembro de 2015, 4 já havia vendido 1,5 milhão de cópias nos Estados Unidos.

## Antecedentes e gravação
Beyoncé começou o processo de reprodução de música com a banda de Fela!, um musical da Broadway baseado na vida do pioneiro de Afrobeat, o africano Fela Kuti, e músicas gravadas em todos os lugares de Nova York para a Austrália para o estúdio Peter Gabriel, na cidade rural inglesa "Bath". Ela trabalhou com vários colaboradores, antigos e novos. Produtores como Jim Jonsin e Ne-Yo foram reconhecidos por terem colaborado com Beyoncé no álbum. O cantor e produtor Ne-Yo disse: "Está vindo muito bem. Eu não posso falar muito sobre ele, mas é um outro sentido para ela, ela está conquistando seu próprio nicho." Jonsin falou de sua intenção de criar década de 1980 com influências de música electro usando dura bateria.
Em uma entrevista, durante a premier do primeiro single, Run the World (Girls), Beyoncé contou ao proprietário do site Just Jared, que preferiu usar o tom de voz que são habituais de suas performances ao vivo:
| “ | Ao editar o I Am... World Tour, notei que o tom da minha voz é diferente ao vivo. Então eu usei esse tom durante todo o disco. Eu queria fazer algo refrescante e diferente, então eu misturei gêneros e me inspirei em turnês, fui viajar, ver bandas de rock, e ir às festas (...) eu era como uma cientista louca, colocando várias músicas diferentes ao mesmo tempo. | ” |

Em janeiro de 2011, a produtora "S1" através do Twitter confirmou que tinha contribuído para o álbum. Sean Garrett mencionou sua contribuição, afirmando que ele tinha "vindo a trabalhar com [Knowles] extremamente duro ... ela é a minha favorita". Ele descreveu o estilo de música que havia sido produzido, "Eu penso que nós estamos fazendo um monte de up-tempo para este álbum. Ela está em um lugar tão bom agora na vida que ela está interessada em fazer parte da música". Em 24 de janeiro, o produtor Diplo anunciou que tinha feito parte da gravação de uma música de Beyoncé, a canção "Run the World (Girls)". Christopher "Tricky" Stewart, The-Dream, Bangladesh, Rodney "Darkchild" Jerkins , Frank Ocean , Kanye West , Q-Tip e Alja Jackson também estão trabalhou no álbum. Sia e Talay Riley  têm escrito canções que arrojados para o álbum. Em 31 de maio de 2011, o grupo americano de rock, OneRepublic composta por "Ryan Tedder" e "Zach Filkins" , confirmou via Twitter que trabalhou na última canção para o álbum.
Diane Warren, revelou em uma entrevista para "PopWrap" em 1 de junho de 2011, que ela também contribuiu para o álbum. Ela declarou: "Eu acabei de escrever em uma semana e meia atrás, que Beyoncé tinha gravado minha música e eu acho que é a melhor coisa que eu já escrevi. Cantou-a incrivelmente. Eu acho que é uma das melhore canções da minha carreira e, provavelmente, é a favorita que eu já escrevi" Beyoncé explicou para Gabriel Alvarez da revista "Complex" como ela descobriu Futuro velho membro, Frank Ocean: "Jay [Z] tinha um CD tocando no carro num domingo, quando nós estávamos dirigindo para o Brooklyn. notei seu tom, seus arranjos, e sua narrativa. Eu imediatamente estendi e na manhã seguinte, perguntei-lhe para voar a Nova York e trabalhar no meu disco. Ela também disse que ela estava muito feliz e afiada com Kanye West, que lidou com a produção de "Party" em que André 3000 colabora.

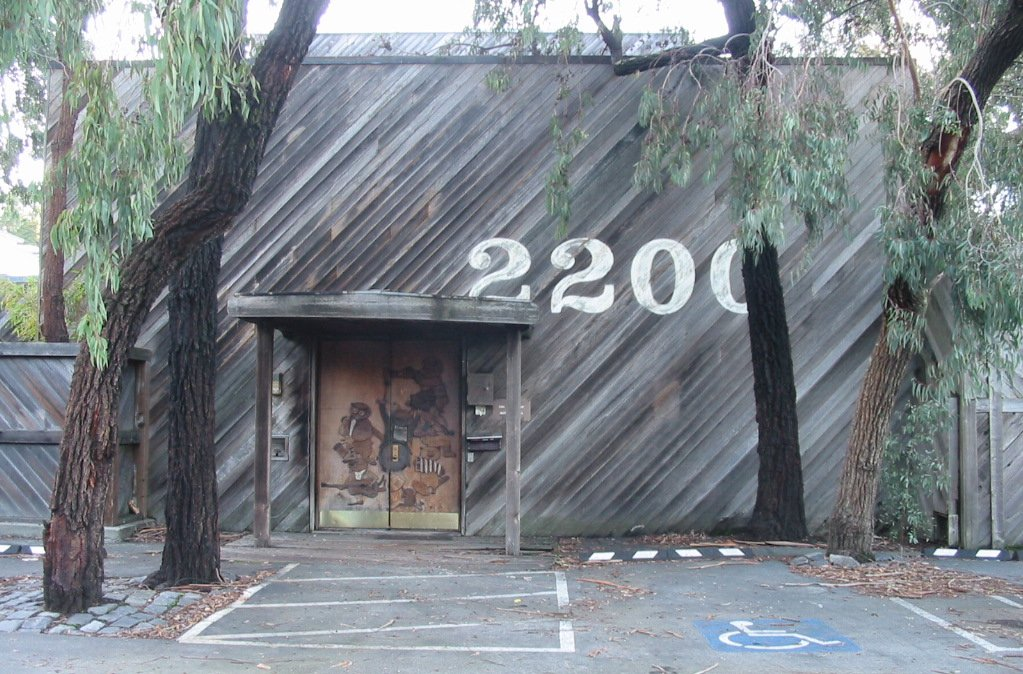
Sessões de gravação de "4" esteve em estúdios de gravação ao redor do mundo, inclusive no Record Plant, em Los Angeles.

Boa parte do álbum foi gravado no MSR Studios, em Nova York. Outros estúdios de gravação na mesma cidade foram utilizados, sendo o Conway Recording Studios e o Enormous Studios. Além destes, Knowles trabalhou no álbum em diversos estúdios pelos EUA, incluindo o Record Plant Studios em Los Angeles, o Vegas Studios, em Las Vegas, Patriot Studios em Denver, Boston Harbor Hotel Studios em Boston, na filial californiana da Conway Recording Studios em Hollywood, no Avex Honolulu Studios, em Honolulu, além do Triangle Sound Studios e Lear 60/G2 Studios, ambos em Atlanta. Fora dos Estados Unidos foram utilizados o Real World Studios em Box, cidade no sul da Inglaterra, além do renomado Metropolis Studios em Londres. Já em Sydney, na Austrália, onde partes de 4 também foram gravadas e mixadas, foi construída na mansão onde a cantora estava hospedada na época, um estúdio, especificamente para a gravação do álbum. Jay-Z marido de Beyoncé, estava trabalhando com Kanye West, no álbum Watch the Throne, no estúdio de Sydney, ao mesmo tempo, foi criado no sótão na mansão sem uma cabine de gravação, com apenas um microfone e os equipamentos de produção. Os vocais de Beyoncé para o "4" foram gravados através de um pré-amplificador de 737 Design de Avalon, e comprimido em um 1176 Peak Limiter com um 04:01 taxa de compressão de dados. Em fevereiro de 2011, soube-se que o projeto estava quase pronto.
No dia 7 de Junho, vinte e um dias antes do lançamento oficial do álbum, aconteceu o vazamento completo do álbum, com as suas 12 faixas. No dia seguinte, Beyoncé comentou via Facebook o ocorrido:
| “ | Minha música vazou e mesmo isto não sendo como eu gostaria de apresentar minhas novas canções, eu agradeço a resposta positiva dos meus fãs. Quando eu gravo minhas músicas, eu sempre penso no meus fãs cantando e dançando cada nota a cada batida. Eu faço música para fazer as pessoas felizes e eu agradeço a todos que estavam ansiosos para ouvir minhas músicas novas. | ” |

## Conceito e arte da capa
Em fase de conclusão do álbum, Beyoncé apresentou 72 músicas para sua gravadora, em preparação para o lançamento do álbum. Uma fonte do jornal The Sun disse que a Columbia Records afirmou "não estavam preparados para o grande volume de material que foram nos apresentados. Ela é claramente foi muito produtiva. Agora eles têm o difícil trabalho de escutar todas as músicas e decidir o que vai-se fazer." Beyoncé declarou em entrevista à Ray Rogers da Billboard qu o título 4 foi influenciado por seu fãs. "Eu tinha um nome  e conceito totalmente diferente, mas eu continuo vendo que os fãs adoram o nome de '4', e eu acho que seria uma coisa muito legal para deixá-los o nome do álbum". Beyoncé acrescentou, "o aniversário da minha mãe, e um monte de aniversários dos meus amigos, estão no dia quarto."
A capa oficial do álbum foi revelada no site oficial da cantora em 18 de maio de 2011. Na capa do álbum, Beyoncé é apresentada uma pose onde ela olha para o horizonte com maquiagem no olho do smokey e tem os braços erguidos sobre a cabeça com braceletes de ouro nos punhos, coberta apenas com um colete de pele 'accessorized' em ouro. Jocelyn Vena da MTV News descreveu que Beyoncé está "com um olhar sexy e  poderosos" falando sobre a arte da capa. A arte de capa para a edição de luxo foi mostrado no dia 16 de junho de 2011 e tem Beyoncé vestindo uma apertada vestido roxo azulado segurando as mãos em seus cabelos.

## Divulgação

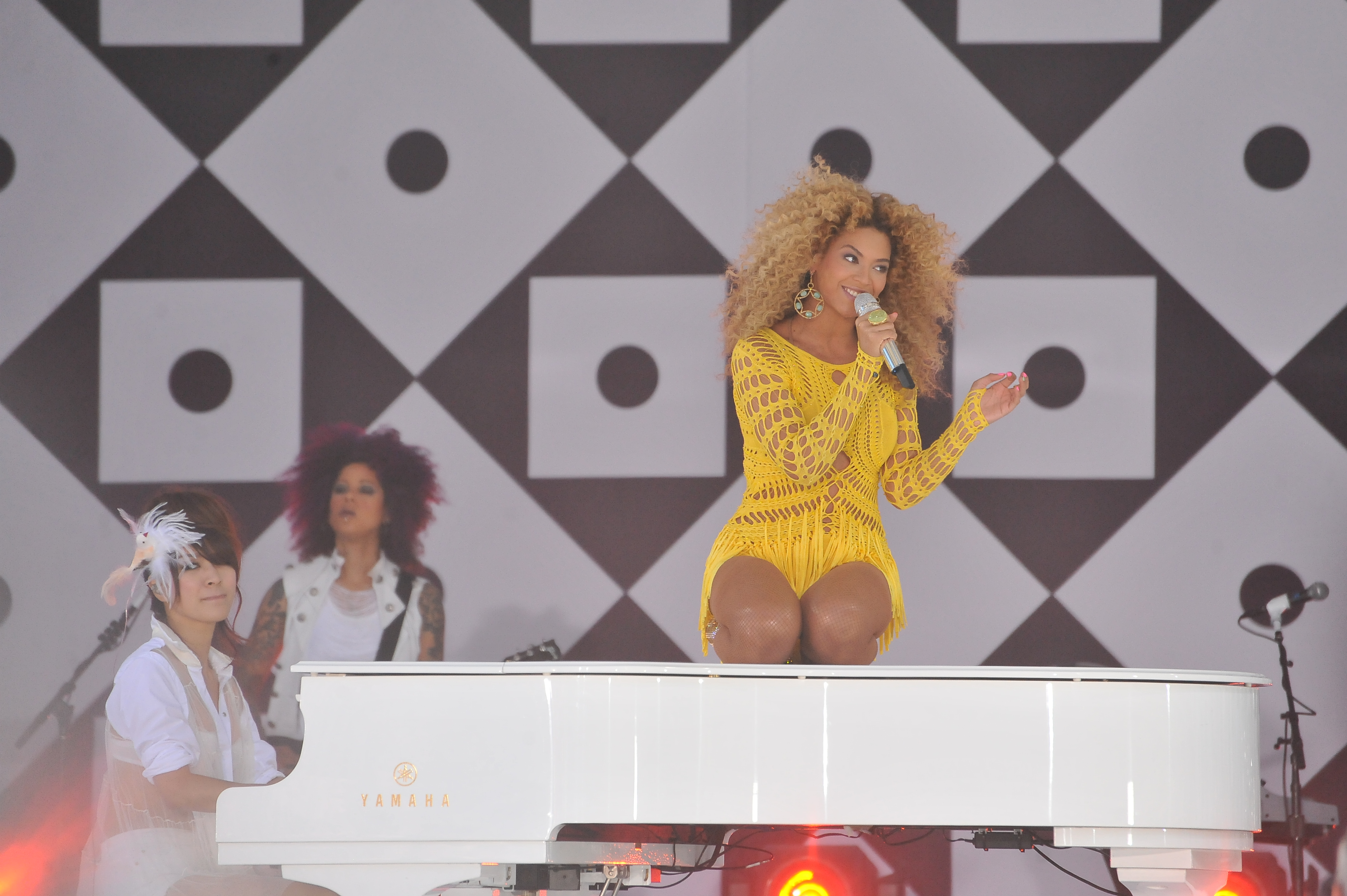
Beyoncé performando a canção "1+1" no Good Morning America.

Beyoncé cantou a música "Run the World (Girls)" na "Oprah Surprise! A Farewell Spectacular" no United Center em Chicago em 17 de maio de 2011, O show foi organizado para comemorar o último episódio do programa The Oprah Winfrey Show. Beyoncé também apresentou "Run the World" ao vivo no 2011 Billboard Music Awards em 22 de maio de 2011. No dia 25 de maio de 2011 ela apresentou a música 1+1 na final do American Idol, No mesmo dia, a canção foi disponibilizado para download digital através do iTunes Store como um single promocional exclusivamente nos Estados Unidos.
Beyoncé apareceu na "Entertainment Tonight" em 16 de junho de 2011 para promover a edição de luxo do "4" e deu aos fãs uma prévia de seus comerciais de televisão. Beyoncé realizou uma turnê promocional na França, começando no Nikaia Palais, em Nice, em 20 de junho, no Zénith, em Lille em 22 de junho, e no Galaxie em Amnéville em 23 de junho. Ela também realizou um concerto de 90 minutos no Glastonbury em  26 de junho de 2011. Nesse mesmo dia, uma performance pré-gravada de Beyoncé cantando Best Thing I Never Had e "End of Time" no mesmo Festival foi transmitido no BET Awards. Uma entrevista de uma hora exclusiva com Piers Morgan, foi transmitido em 27 de junho, no "Piers Morgan Tonight" na rede americana de televisão CNN. Em 28 de junho de 2011, Beyoncé apresentou "Run the World (Girls)" e "Best Thing I Never Had" no final da X Factor francês. Ela também cantou a Música "Run the World (Girls)" e fez uma entrevista no Le Grand Journal no mesmo dia. No dia primeiro de junho ela apresentou "Run the World (Girls)", "1+1", "Best Thing I Never Had" , "Single Ladies (Put a Ring on It)" e "End of Time" no GMA Série de Verão Concert, realizado no Rumsey Playfield no Central Park na cidade de Nova York. Beyoncé também se apresentou no festival T in the Park, na Escócia, em 9 de julho e no Festival Oxegen na Irlanda no dia seguinte.
No dia 28 de julho de 2011, Beyoncé fez uma aparição no programa "The View" , onde se apresentou uma versão de  baixo despojado de "Best Thing I Never Had". Em seguida, ela sentou-se para uma entrevista com os anfitriões do programa, onde ela falou sobre seu tempo de folga, o novo álbum, e seu próximo filme Star Is Born. Ela mais tarde voltou ao palco onde se apresentou "1+1". Mais tarde naquele mesmo dia, Beyoncé apareceu no "Late Night with Jimmy Fallon" onde cantou  "Best Thing I Never Had", com The Roots.

### 4 Intimate Nights with Beyoncé
Nos dias 14, 16, 18 e 19 de agosto Beyoncé fará 4 shows, um especial chamado 4 Intimate Nights With Beyoncé em Roseland Ballroom em Nova Iorque. Beyoncé irá executar suas novas canções do 4 para o público e seus antigos sucessos.
As vendas de ingressos ocorreram no dia 10 de agosto de 2011  na Ticketmaster. Os bilhetes para o concerto a primeira data, teve sua venda esgotada em apenas 22 segundos e os bilhetes para o concerto para as restantes datas se esgotaram em um minuto depois de começar a ser vendido.

### Year of 4
Year of 4 foi um documentário realizado para promover o lançamento de seu álbum 4. Ele foi feito quando ela estava de férias em 2010. O documentário conta como foi sua pausa na carreira, e mostra a produção de seu primeiro álbum sem a administração de seu pai Mathew Knowles. Beyoncé, que recentemente havia se separado de seu pai e gerenciador, mostra seu medo de sua independência recém-descoberta. "Era muito arriscado para me estabelecer por conta própria", disse Beyoncé. "É possível rodar o seu próprio negócio... Às vezes nós não alcançamos as estrelas, por vezes, estamos satisfeitos com o que as pessoas nos dizem que devemos estar satisfeitos, e eu não estou indo para isso."
O documentário contém cenas da turnê I Am... Tour e Beyoncé encontrando-se em uma encruzilhada antes de eventualmente seguir o conselho de sua mãe Tina Knowles para fazer uma pausa em sua carreira. Nele Beyoncé está refletindo, viajando e desfrutando de certa liberdade tão necessária, bem longe da solidão. Mas por todo o filme, Beyoncé nunca parou de planejar seu próximo lançamento, seu novo álbum. "Year of 4" também contém cenas da produção da coreografia e do videoclipe da música "Run the World (Girls)" que conta com os integrantes do grupo africano de kwaito "Tofo Tofo".

#### Sinopse
O documentário começa com Beyoncé andando sobre as areias da praia onde escreve com um graveto o nome Brazil. Ela narra: "Eu acho que sou uma sereia. Ou eu era uma sereia", diz ela. "O oceano me faz sentir muito pequena, e põe toda a minha vida em perspectiva. Ele o humilha, e motiva você ao mesmo tempo."
Filmado no período de férias em 2010 depois de sua turnê mundial "I Am... Tour, o documentário é um olhar sobre Beyoncé relaxar e viajar pelo mundo, enquanto simultaneamente se preparando para o lançamento de seu quarto álbum. Fãs obtem um vislumbre raro de Beyoncé trás da maquiagem e fora dos figurinos. Beyoncé é mulher do pensamento, que revela seu processo pensante e de inseguranças, e todas as garantias o raciocínio forma-la através de decisões difíceis. Embora você não pode pensar como uma mulher independente teria um tempo difícil de ser seu próprio patrão, Beyoncé, que recentemente se separou de seu pai e gerenciador Mathew Knowles,mostra seu medo de sua independência recém-descoberta. "Era muito arriscado para mim estabelecer por conta própria", diz Beyoncé. "É possível rodar o seu próprio negócio ... Às vezes nós não alcançar as estrelas, por vezes, estamos satisfeitos com o que as pessoas nos dizem que devemos estar satisfeitos com, e eu não estou indo para ele."
Depois de tomar o tempo fora, Beyoncé aborda a concepção, redação, produção e coreografia de seu novo álbum. Entre as cenas que documentam de ensaios exaustivos com seus dançarinos alguns dos quais ainda veio de Moçambique e trouxe Beyoncé às lágrimas enquanto observava-los deixar o o set de gravação do videoclipe da música "Run the World (Girls)". estamos a par aos momentos mais ternos que poderiam ser reservados para vídeos caseiros privada com seu sobrinho Julez e Jay-Z. Um workaholic auto-proclamados, Beyoncé créditos a mãe Tina com forçando-a a tomar este interlúdio muito necessária. "Eu nunca percebi que eu não sei como tirar um ano de férias", revela Beyoncé, "mas um dia você não quer acordar sem memórias".
O documentário se encerra com a decisão final da lista de canção que estão presentes no 4 sob julgamento de sua gravadora aColumbia Records, e Beyoncé numa praia dizendo: "Eu comando o meu mundo". O documentário se encerra com a decisão final da lista de canção que estão presentes no 4 sob julgamento de sua gravadora a Columbia Records, e Beyoncé numa praia dizendo: "Eu comando o meu mundo".
| “ | Minha vida era premiações, ônibus de turismo e hotéis, e que tipo de vida que passa tão rápido (...) Então quis curtir minha vida" (...) "Eu nunca percebi que precisava de um ano de folga. E eu nunca percebi que eu não sei como tirar um ano de folga, simplesmente tirei. | ” |

#### Exibição
Year of 4 foi exibido no dia 30 de junho de 2011 nos canais de TV MTV, MTV Hits, MTV Jams, BET, VH1 e Palladia. Ele também foi exibido pela internet no site da MTV, no site oficial da Beyoncé e no canal VEVO da cantora noYoutube. No dia 4 de setembro de 2011, que corresponde com o 30º aniversário de Beyoncé, o canal brasileiro Multishow transmitiu o documentário, como uma homenagem à Beyoncé.

#### Créditos
| Documentário - Produtor executivo—Beyoncé Knowles - Direção—Beyoncé Knowles, Ed Burke - Criação—Ed Burke - Cinematrogafia—Ed Burke - Roteiro—Ilan Benatar, Ido Mizrahy - Edição—Ilan Benatar - Co-direção—Frederic T. Brehm, Ido Mizrahy - Produção—Ronny Merdinger - Revisão da produção—Frederic T. Brehm - Co-direção das entrevistas—Anthony Green Demais créditos - Tina Knowles & Beyond Productions Staff - Tim White - Sony Music Family Around the World - Crosby Street Hotel - Flavorlab | Parkwood Entertainment - Faisel Durrani - Lee Anne - Jim Sabey - Jenke Tailly - Melissa Vargas - Ty Hunter - Raquel Smith - Jennifer Turner Produção - Pós audio—Eric Hoffman - Assistencia de edição—Aaron Crozier - Assitência de produção—Alex Dorman, Kalen Hollonom - Fotografia adicional—Bernard Hunt - Entrevistas—Raymond Flynn, Dave Pruger |

### Singleslançados
- "Run the World (Girls)" - Lançado como primeiro single do álbum, a canção debutou no número 33 na Billboard Hot 100, tendo o pico no número 29. Ela ficou na primeira posição do Hot Dance Club Songs dando a Beyoncé sua 15° canção 1° lugar nesse chart. Na Austrália a música recebeu o certificado de platina vendendo mais de 75 mil exemplares.
- "Best Thing I Never Had" - O segundo single do álbum debutou na 84º posição na Billboard Hot 100, tendo o pico no número 16. Ela debutou na UK Singles Chart na 3ª posição, e na 2ª posição no UK R&B/Hip-Hop Chart, onde já vendeu mais de 180.000 mil downloads.[29] A música alcançou a 41ª no South Korea Singles Chart e a primeira posição South Korea Gaon International Singles Chart onde já passou de mais de 1.100.000 cópias vendidas.[30]
- "Countdown" - Debutou no Hot R&B/Hip-Hop Songs na 75ª posição duas semanas antes do lançamento oficial do álbum, tendo o pico no número 66. Ela também entrou no Bubbling Under Hot 100 na 12ª posição[31] e no "Hot R&B/Hip-Hop Digital Songs" na 35ª posição.[32] A música alcançou a 46ª posição "Gaon International Singles Chart".[30]
- "Love on Top" - Mesmo não sendo lançado como single, entrou nas paradas do Japão pela primeira vez duas semanas depois do lançamento do álbum, debutando em 95ª no Japan Hot 100 e na 32ª "Adult Contemporany Airplay".[33][34] A música estreou no South Korea Singles Chart na 86ª posição e no "Gaon International Singles Chart" na 3° posição onde já vendeu mais de 249 mil cópias digitais .[30] A música entrou também nas paradas do Reino Unido no UK Singles Chart[35] no n° 75 e 23 no Urban Singles Chart.[36] No dia 8 de setembro de 2011 a música estreou nas paradas dos Estados Unidos na Billboard Hot 100 na 20° posição e no Hot Digital Songs em 10° vendendo 113 mil exemplares.[37]

Singles promocionais
- "1+1" - Foi lançada no reality show American Idol, e no iTunes nos minutos seguintes com primeiro single promocional do álbum. A canção debutou na 57° posição no gráfico da Billboard Hot 100 sendo esse seu pico, a música permaneceu na parada por mais uma semana. Mais de um mês depois de seu lançamento a música debutou no UK Singles Chart no número 76, e na 23ª posição no UK R&B/Hip-Hop Chart. A música também alcançou a 46ª posição South Korea Gaon International Singles Chart.[30]
- "Party"(com André 3000) - A Música debutou no Hot R&B/Hip-Hop Songs na 90ª posição tendo o pico na 2ª.[38] Também estreou no South Korea Gaon International Singles Chart na 36ª posição tendo o pico na 29ª posição, a música também alcançou a 108ª na "Streaming Singles Chart" a música já vendeu 60 mil cópias digitais no país.[30]

Outras canções notáveis
- "I Care"  - A música alcançou a 49ª posição South Korea Gaon International Singles Chart.[30]
- "I Miss You" - Alcançou a 184ª posição na parada de sucessos do Reino Unido, nochart UK Singles Chart no dia 3 de julho de 2011.[39]
- "Rather Die Young"  - A música alcançou a 34ª posição no "Gaon International Singles Chart".[30]
- "Start Over" - A música alcançou a 54ª posição "Gaon International Singles Chart".[30]
- "End of Time" - Mesmo não sendo lançado como single, Debutou em 72ª no European Hot 100, entrou nas paradas do Reino Unido pela primeira vez na semana de lançamento do álbum, debutando na 62ª posição e na 20ª posição no UK R&B/Hip-Hop Chart vendendo 4.448 mil downloads[29] A música também alcançou a 26ª posição South Korea Gaon International Singles Chart.[30] Ela também entrou no Bubbling Under Hot 100 na 13ª posição,[31] e no Hot R&B/Hip-Hop Digital Songs na 33ª posição.[32]
- "I Was Here"  - Alcançou a 131ª posição no UK Singles Chart no dia 3 de julho de 2011. A música também chegou ao gráfico da Suíça na 74ª posição.[40] Na coréia do sul a música alcançou o número 52ª na parada de singles internacionais tendo vendido mais de 23 mil downloads digitais.
- "Lay Up Under Me" - Um mês depois do lançamento do álbum a canção estreou no South Korea Internation Singles Chart na 2ª posição e em primeiro na parada digital da Coreia do Sul vendendo 213,000 mil download digital na segunda semana vendeu 80.000 cópias e já passou a marca de 366.000 apenas no país.[41][42]
- "Schoolin' Life" - Na Coreia do Sul estreou na 149ª posição no South Korea Internation Singles Chart e em 155 na parada digital vendendo 4 mil exemplares.[42][43]
- "Dance for You" - A canção estreou no South Korea Internation Singles Chart na 169ª posição e em 200 na parada digital da Coreia do Sul vendendo 3 mil download digital.[41][42]

## Parceria com aTarget
Beyoncé juntamente com a loja varejista Target lançou a versão de luxo do álbum "4" contendo 3 novas faixas, 3 novos remixes e um link exclusivo para uma versão alternativo vídeo clipe da música "Run the World (Girls)". Em entrevista, o vice-presidente da Target comentou sobre a parceria: 
| “ | Estamos com problemas para manter o disco nas prateleiras. Honestamente, os primeiros dias de vendas foram fantásticos para nós, especialmente sobre a edição deluxe. Os fãs de Beyoncé saíram em massa na terça-feira e as vendas foram muito fortes por isso estamos reagindo. A Sony Music tem sido um grande parceiro com nós, eles estão enviando mais produtos o mais rápido que pode. | ” |

## Recepção da crítica
| Críticas profissionais | Críticas profissionais |
| Pontuações agregadas   | Pontuações agregadas   |
| Fonte                  | Avaliação              |
| ---------------------- | ---------------------- |
| Metacritic             | (73/100)               |
| Avaliações da crítica  |                        |
| Fonte                  | Avaliação              |
| Allmusic               | [ 45 ]                 |
| Los Angeles Times      | [ 46 ]                 |
| Pitchfork Media        | [ 47 ]                 |
| Rolling Stone          | [ 48 ]                 |
| Slant Magazine         | [ 49 ]                 |
| Spin                   | [ 50 ]                 |
| The Guardian           | [ 51 ]                 |

4 recebeu críticas positivas da maioria dos críticos musicais. A Metacritic, que atribui uma padrão de classificação de 0 a 100, que são as opiniões da crítica mainstream, o álbum recebeu uma média de pontuação de 73, com base em 36 comentários, o que indica "geralmente opiniões favoráveis". O escritor do Los Angeles Times Randall Roberts disse que "ela, sempre confiante, mesmo que as surpresas são de uma variedade mais sutil". James Reed do The Boston Globe chamou o álbum de "chave-mestre e sem esforço" e elogiou a sua produção como "de bom gosto, às vezes até um pouco tenso". O Escritor do Consequence of Sound Chris Coplan apelidadou o álbum de "excelência do puro pop" e comentou que "o aspecto verdadeiramente deslumbrante do registro é o que faz com produção mínima e letras simplista". Michael Cragg de The Observer deu-lhe quatro de cinco estrelas e elogiou "sentir o laid-back de seu álbum mais realizado ainda". O Clube AV ' s Genevieve Koski declarou: 
| “ | Beyoncé teve seu amadurecimento artístico em 4 apesar de apresentar algumas dores de crescimento, sua postura vai ter um longo caminho para retocar os defeitos | ” |

.
Mateus Horton do BBC Online elogiou a sua "balada powerhouse" e escreveu  "é na voz incrível por toda parte". Apesar de chamar "Run the World (Girls)" de '"a pior música do álbum'", Mikael Madeira elogiou os temas de amor e chamou-lhe uma "coleção freqüentemente lindo de baladas e mid-tempo com cortes rico com ecos do pop-soul do final dos anos 70 / início dos anos 80". O Editor da Allmusic Andy Kellman declarou: "a força da maior parte do material, impulsionado por caracteristicamente acrobáticos Beyoncé habilidades vocais, facilita o trabalho de peneirar através da variedade desarticulada ", e concluiu que" ninguém, mas um dos cantores mais talentosos e realizado [...] poderia ter feito este álbum".

## Prêmios
| Prêmio                           | Ano  | Nomeação                                                    | Categoria                                | Resultado |
| -------------------------------- | ---- | ----------------------------------------------------------- | ---------------------------------------- | --------- |
| American Music Awards            | 2012 | 4                                                           | Soul/R&B Album                           | Indicado  |
| ASCAP Rhythm & Soul Music Awards | 2012 | "Best Thing I Never Had"                                    | Award Winning R&B/Hip-Hop Songs          | Venceu    |
| ASCAP Rhythm & Soul Music Awards | 2013 | "Love on Top"                                               | Top R&B/Hip-Hop Song                     | Venceu    |
| ASCAP Rhythm & Soul Music Awards | 2013 | "Party" (com: Andre 3000)                                   | Award Winning R&B/Hip-Hop Songs          | Venceu    |
| ASCAP Rhythm & Soul Music Awards | 2013 | "Dance For You"                                             | Award Winning R&B/Hip-Hop Songs          | Venceu    |
| BET Awards                       | 2012 | "Party" (com: J. Cole)                                      | Best Collaboration                       | Indicado  |
| BET Awards                       | 2012 | "Countdown"                                                 | Video of The Year                        | Indicado  |
| BET Awards                       | 2012 | "Love on Top"                                               | Video of The Year                        | Indicado  |
| BET Awards                       | 2012 | "Love on Top"                                               | Coca-Cola's Viewers Choice               | Indicado  |
| Billboard Music Awards           | 2012 | 4                                                           | Best R&B Album                           | Venceu    |
| Billboard Mid-Year Music Awards  | 2011 | "Run the World (Girls)" (Ao vivo no Billboard Music Awards) | Best Awards Show Performance             | Venceu    |
| Grammis                          | 2012 | 4                                                           | Best International Album                 | Indicado  |
| Grammy Award                     | 2012 | "Party" (com: Andre 3000)                                   | Best Rap/Sung Collaboration              | Indicado  |
| Grammy Award                     | 2013 | "Love on Top"                                               | Best Traditional R&B Performance         | Venceu    |
| International Dance Music Awards | 2012 | "Run the World (Girls)"                                     | Best R&B/Urban Dance Track               | Indicado  |
| MetroLyrics Awards               | 2011 | "Best Thing I Never Had"                                    | The Break-Up Lyric of the Year           | Indicado  |
| MetroLyrics Awards               | 2011 | "Countdown"                                                 | Tongue-Twister Lyric of the Year         | Indicado  |
| MetroLyrics Awards               | 2011 | "1+1"                                                       | So-In-Looove Lyric of the Year           | Venceu    |
| MetroLyrics Awards               | 2011 | "Run the World (Girls)"                                     | Inspirational Lyric of the Year          | Indicado  |
| MTV Europe Music Awards          | 2011 | "Run the World (Girls)"                                     | Best Video                               | Indicado  |
| MTV Video Music Awards           | 2011 | "Run the World (Girls)"                                     | Best Cinematography in a Video           | Indicado  |
| MTV Video Music Awards           | 2011 | "Run the World (Girls)"                                     | Best Choreography                        | Venceu    |
| MTV Video Music Awards           | 2011 | "Run the World (Girls)"                                     | Best Female Video                        | Indicado  |
| MTV Video Music Awards           | 2012 | "Countdown"                                                 | Best Choreography                        | Indicado  |
| MTV Video Music Awards           | 2012 | "Countdown"                                                 | Best Editing                             | Venceu    |
| MTV Video Music Awards           | 2012 | "Countdown"                                                 | Most Share-Worthy Video                  | Indicado  |
| MTV Video Music Awards           | 2012 | "Love on Top"                                               | Best Female Video                        | Indicado  |
| MTV Video Music Awards Japan     | 2012 | "Run The World (Girls)"                                     | Best Pop Video                           | Indicado  |
| MTV Video Music Awards Japan     | 2012 | "Run The World (Girls)"                                     | Best Choreography                        | Indicado  |
| MuchMusic Video Awards           | 2012 | "Run the World (Girls)"                                     | International Video Of The Year – Artist | Indicação |
| MVPA Awards                      | 2012 | "Dance For You"                                             | Best Art Direction                       | Indicado  |
| MVPA Awards                      | 2012 | "Dance For You"                                             | Best Choreography                        | Indicado  |
| MVPA Awards                      | 2012 | "Party" (com: J. Cole)                                      | Best Styling                             | Indicado  |
| NAACP Image Awards               | 2012 | 4                                                           | Outstanding Album                        | Indicado  |
| NAACP Image Awards               | 2012 | "Best Thing I Never Had"                                    | Outstanding Song                         | Indicado  |
| NME Awards                       | 2011 | "Countdown"                                                 | Best Video                               | Indicado  |
| People's Choice Awards           | 2012 | 4                                                           | Album of the Year                        | Indicado  |
| People's Choice Awards           | 2012 | "Run the World (Girls)"                                     | Favorite Music Video                     | Indicado  |
| Soul Train Music Awards          | 2011 | 4                                                           | Album of the Year                        | Indicação |
| Soul Train Music Awards          | 2011 | "Best Thing I Never Had"                                    | Record of the Year                       | Indicação |
| Soul Train Music Awards          | 2011 | "Run The World (Girls)"                                     | Best Dance Performance                   | Venceu    |
| Soul Train Music Awards          | 2012 | "Love on Top"                                               | Best Dance Performance                   | Venceu    |
| Teen Choice Awards               | 2011 | "Run The World (Girls)"                                     | Choice Music: R&B/Hip-Hop Track          | Venceu    |
| Teen Choice Awards               | 2012 | "Love on Top"                                               | Choice R&B/Hip-Hop Song                  | Indicado  |
| VEVO                             | 2011 | "Run The World (Girls)"                                     | Certified Award                          | Venceu    |
| VEVO                             | 2012 | "Best Thing I Never Had"                                    | Certified Award                          | Venceu    |
| Virgin Media Music Awards        | 2011 | "Run The World (Girls)"                                     | Best Video                               | Indicado  |
| World Music Awards               | 2012 | "Run The World (Girls)"                                     | World's Best Video                       | Indicação |

### Precessão e sucessão
| Gráficos de sucessão                                          | Gráficos de sucessão                                                                          | Gráficos de sucessão                             |
| ------------------------------------------------------------- | --------------------------------------------------------------------------------------------- | ------------------------------------------------ |
| Precedido por Raymond v. Raymond por Usher                    | Billboard Music Awards para Top R&B Album 2012 — 2013                                         | Sucedido por Indefinido                          |
| Precedido por "Fool For You" por Cee Lo Green e Melanie Fiona | Grammy Awards para Best Traditional R&B Performance ("Love on Top") 2012 — 2013               | Sucedido por Indefinido                          |
| Precedido por "Bad Romance" por Lady Gaga                     | MTV Video Music Awards para Best Choreography ("Run the World (Girls)") 2011 — 2012           | Sucedido por "Turn Up the Music" por Chris Brown |
| Precedido por "Rolling in the Deep" por Adele                 | MTV Video Music Awards para Best Editing ("Countdown") 2012 — 2013                            | Sucedido por Indefinido                          |
| Precedido por "Ride" por Ciara                                | Soul Train Music Awards para Best Dance Performance ("Run the World (Girls)") 2011 — 2012     | Sucedido por "Love on Top" por Beyoncé           |
| Precedido por "Run the World (Girls)" por Beyoncé             | Soul Train Music Awards para Best Dance Performance ("Love on Top") 2012 — 2013               | Sucedido por Indefinido                          |
| Precedido por "OMG" por Usher                                 | Teen Choice Awards para Choice Music: R&B/Hip-Hop Track ("Run the World (Girls)") 2011 — 2012 | Sucedido por "Starships" por Nicki Minaj         |

## Faixas
No dia 21 de maio de 2011, vazou a música "End of Time" na internet. No dia 25 de maio de 2011, Beyoncé divulgou faixa por faixa à cada hora do dia, a tracklist do álbum. No mesmo dia em que "1+1" foi lançada como single digital, Beyoncé fez uma performance da música no programa American Idol na mesma data. Em 27 de Maio de 2011 a rádio KISS afirmou que recebeu um e-mail da Columbia Records, dizendo que "Best Thing I Never Had" seria o novo single do álbum. No dia 7 de junho, vazou na internet a música "Party", que tem a colaboração de André 3000. No dia 7 de junho, vinte e um dias antes do lançamento oficial do álbum, aconteceu o vazamento completo do álbum.
| Edição padrão  |                          | |         |  |
| N.º            | Título                   | Compositor(es) | Duração |  |
| 1.             | "1+1"                    | Beyoncé Knowles, Terius Nash, Christopher Stewart                                                                            | 04:32   |  |
| 2.             | "I Care"                 | Jeff Bhasker | 04:00   |  |
| 3.             | "I Miss You"             | Frank Ocean, Shea Taylor, Beyoncé Knowles                                                                                    | 02:59   |  |
| 4.             | "Best Thing I Never Had" | Beyoncé Knowles, Babyface, Shea Taylor e S1 & Caleb                                                                          | 04:14   |  |
| 5.             | "Party" (com André 3000) | Kanye West, Bhasker, Beyoncé Knowles, André 3000, Dexter Mills, Douglas Davis, Ricky Walters                                 | 04:06   |  |
| 6.             | "Rather Die Young"       | Bhasker, Luke Steele, Beyoncé Knowles                                                                                        | 03:43   |  |
| 7.             | "Start Over"             | S. Taylor, Beyoncé Knowles, Ester Dean                                                                                       | 03:19   |  |
| 8.             | "Love on Top"            | Beyoncé Knowles, Nash, S. Taylor                                                                                             | 04:28   |  |
| 9.             | "Countdown"              | Terius Nash, Shea Taylor, Beyoncé Knowles, Ester Dean, Cainon Lamb, Julie Frost, Michael Bivins, Nathan Morris, Wanya Morris | 03:34   |  |
| 10.            | "End of Time"            | Wesley Pentz | 03:43   |  |
| 11.            | "I Was Here"             | Diane Warren | 04:00   |  |
| 12.            | "Run the World (Girls)"  | Nash, Beyoncé Knowles, Nick van de Wall, Pentz, David Taylor, Adidja Palmer                                                  | 03:55   |  |
| Duração total: | Duração total:           | Duração total: | 46:33   |  |

| Japão faixa bônus |            |                                |         |  |
| N.º               | Título     | Compositor(es)                 | Duração |  |
| 13.               | "Dreaming" | Edmonds, Dixon, Knowles, Smith | 04:39   |  |

### Deluxe Edition
| CD 1           |                          |                                                                                              |         |  |
| N.º            | Título                   | Compositor(es)                                                                               | Duração |  |
| 1.             | "1+1"                    | Beyoncé Knowles, Terius Nash, Christopher Stewart, Corey Jackson Carter, Shawn Carter        | 04:32   |  |
| 2.             | "I Care"                 | Jeff Bhasker                                                                                 | 04:00   |  |
| 3.             | "I Miss You"             | Frank Ocean, Shea Taylor, Beyoncé Knowles                                                    | 02:59   |  |
| 4.             | "Best Thing I Never Had" | Beyoncé Knowles, Babyface, Shea Taylor e S1 & Caleb                                          | 04:14   |  |
| 5.             | "Party" (com J. Cole)    | Kanye West, Bhasker, Beyoncé Knowles, André 3000, Dexter Mills, Douglas Davis, Ricky Walters | 04:06   |  |
| 6.             | "Rather Die Young"       | Bhasker, Luke Steele, Beyoncé Knowles                                                        | 03:43   |  |
| 7.             | "Start Over"             | S. Taylor, Beyoncé Knowles, Ester Dean                                                       | 03:19   |  |
| 8.             | "Love on Top"            | Beyoncé Knowles, Nash, S. Taylor                                                             | 04:28   |  |
| 9.             | "Countdown"              | Dean, Jackson Carter, Julie Frost, Shawn Carter                                              | 03:34   |  |
| 10.            | "End of Time"            | Wesley Pentz                                                                                 | 03:43   |  |
| 11.            | "I Was Here"             | Diane Warren                                                                                 | 04:00   |  |
| 12.            | "Run the World (Girls)"  | Nash, Beyoncé Knowles, Nick van de Wall, Pentz, David Taylor, Adidja Palmer                  | 03:55   |  |
| Duração total: | Duração total:           | Duração total:                                                                               | 46:33   |  |

| CD 2 |                                                   |                                                                              |         |  |
| N.º  | Título                                            | Compositor(es)                                                               | Duração |  |
| 1.   | "Lay Up Under Me"                                 | Beyoncé Knowles, Sean Garrett, Mikkel Eriksen, Tor Erik Hermansen, S. Taylor | 04:13   |  |
| 2.   | "Schoolin' Life"                                  | Beyoncé Knowles, Nash, S. Taylor, Carlos McKinney                            | 04:52   |  |
| 3.   | "Dance for You"                                   | Knowles, Nash, Stewart                                                       | 06:17   |  |
| 4.   | "Run the World (Girls) (Kaskade Club Remix)"      | Nash, Beyoncé Knowles, Nick van de Wall, Pentz, David Taylor, Adidja Palmer  | 05:02   |  |
| 5.   | "Run the World (Girls) (RedTop Club Remix)"       | Nash, Beyoncé Knowles, Nick van de Wall, Pentz, David Taylor, Adidja Palmer  | 06:03   |  |
| 6.   | "Run the World (Girls) (Jochen Simms Club Remix)" | Nash, Beyoncé Knowles, Nick van de Wall, Pentz, David Taylor, Adidja Palmer  | 06:19   |  |

Notas
- A versão "deluxe" contém um hyperlink para um videoclipe alternativo da música "Run the World (Girls)".

Créditos por amostras de músicas
- "Party" contém amostras da música "La Di Da Di", cantada por Doug E. Fresh e Get Fresh Crew com MC Ricky D., e escrita por Douglas Davis and Ricky Walters.
- "Countdown" contém amostras da música "Uhh Ahh", cantada por Boyz II Men, e escrita por Michael Bivins, Nathan Morris e Wanya Morris.
- "Run the World (Girls)" contém amostras da música "Pon the Floor", do projeto Major Lazer, e escrita por  Afrojack, Adidja Palmer, Wesley Pentz e David Taylor.
- "Dreaming" contém amostras da música "We Will Rock You" cantada por Queen, e escrita por Brian May.

## Desempenho

### Singles
| Ano  | Nome                     | Melhores posições | Melhores posições | Melhores posições | Melhores posições | Melhores posições | Melhores posições | Melhores posições | Melhores posições | Melhores posições | Melhores posições | Melhores posições | Certificações                                                              |
| Ano  | Nome                     | EUA               | EUA R&B           | EUA Dance         | ALE               | AUS               | CAN               | HOL               | IRL               | NZL               | SUI               | UK                | Certificações                                                              |
| ---- | ------------------------ | ----------------- | ----------------- | ----------------- | ----------------- | ----------------- | ----------------- | ----------------- | ----------------- | ----------------- | ----------------- | ----------------- | -------------------------------------------------------------------------- |
| 2011 | "Run the World (Girls)"  | 29                | 30                | 1                 | 24                | 10                | 8                 | 16                | 11                | 9                 | 13                | 11                | - AUS: Platina - Music Canada: Platina - EUA: Ouro - NZL: Ouro             |
| 2011 | "Best Thing I Never Had" | 16                | 4                 | 1                 | 29                | 17                | 32                | 27                | 2                 | 5                 | 35                | 3                 | - AUS: Platina - Music Canada: Ouro - EUA: Platina - NZL: Ouro - SUE: Ouro |
| 2011 | "Countdown"              | 71                | 12                | 1                 | -                 | -                 | 70                | 45                | 45                | -                 | -                 | 35                | - EUA: Ouro                                                                |
| 2011 | "Love on Top"            | 20                | 1                 | 1                 | -                 | 20                | 65                | -                 | 21                | 14                | -                 | 13                | - AUS: 2× Platina - EUA: Gold - ITA: Ouro                                  |

### Posições
"4" foi lançado no dia 28 de junho de 2011 em todo mundo. No Reino Unido o álbum chegou a primeira posição vendendo 89.211 mil exemplares mais que suas adversárias Adele (39.553 mil) e Lady Gaga (31.449 mil) juntas, permanecendo em primeiro na semana seguinte. O Álbum estreou em segundo também na França tendo alcançando o primeiro lugar e em primeiro na Irlanda. Em apenas em um dia "4" foi certificado em tripla platina no Brasil e ouro na Polônia. O álbum estreou nos Estados Unidos na primeira posição vendendo 313,420 mil cópias, se mantendo em primeiro na segunda semana.
| País           | Tabelas musicais (2011)         | Melhor posição |
| -------------- | ------------------------------- | -------------- |
| África do Sul  | South Africa Albums Chart       | 5              |
| Alemanha       | German Albums Chart             | 5              |
| Argentina      | Ranking Semanal Pop             | 3              |
| Austrália      | Australian Albums Chart         | 2              |
| Austrália      | Australian Urban Albums Chart   | 1              |
| Áustria        | Austrian Albums Chart           | 13             |
| Bélgica        | Belgian Albums Chart (Flanders) | 4              |
| Bélgica        | Belgian Albums Chart (Wallonia) | 4              |
| Canadá         | Canadian Albums Chart           | 3              |
| Singapura      | Singapure Album Chart           | 1              |
| Coreia do Sul  | International Albums Charts     | 1              |
| Croácia        | Croatian Albums Chart           | 3              |
| Dinamarca      | Danish Albums Chart             | 5              |
| Escócia        | Scottish Singles Chart          | 1              |
| Eslováquia     | Slovenian Albums Chart          | 6              |
| Espanha        | Spanish Albums Chart            | 1              |
| Estados Unidos | Billboard 200                   | 1              |
| Estados Unidos | R&B/Hip-Hop Albums              | 1              |
| Finlândia      | Finnish Albums Chart            | 24             |
| França         | French Albums Chart             | 1              |
| Grécia         | Greek Albums Chart              | 5              |
| Países Baixos  | Dutch Albums Chart              | 2              |
| Hungria        | Hungrian Albums Chart           | 8              |
| Irlanda        | Irish Albums Chart              | 1              |
| Itália         | Italian Albums Chart            | 4              |
| México         | Mexican Albums Chart            | 31             |
| Japão          | Japan Albums Chart              | 10             |
| Noruega        | Norwegian Albums Chart          | 4              |
| Nova Zelândia  | New Zealand Albums Chart        | 3              |
| Polónia        | Polish Albums Chart             | 2              |
| Portugal       | Portuguese Albums Chart         | 3              |
| Chéquia        | Česká Republika Albums Chart    | 2              |
| Rússia         | Russian Albums Chart            | 5              |
| Suécia         | Swedish Albums Chart            | 13             |
| Suíça          | Swiss Albums Chart              | 1              |
| Reino Unido    | UK Albums Chart                 | 1              |
| Reino Unido    | UK Urban Albums Chart           | 1              |
| Taiwan         | Taiwan Album Chart              | 1              |

| Tabelas musicais (2011)                   | Posição |
| ----------------------------------------- | ------- |
| Austrália - Australian Albums Chart       | 26      |
| Austrália - Urban Albums Chart            | 3       |
| Brasil - Top 20 Anual                     | 11      |
| Estados Unidos - Billboard 200            | 21      |
| Estados Unidos - Top R&B/Hip-Hop Albums   | 7       |
| Bélgica - Belgian Albums Chart (Flandres) | 61      |
| Bélgica - Belgian Albums Chart (Valônia)  | 81      |
| Países Baixos - Dutch Albums Chart        | 29      |
| Reino Unido - UK Albums Chart             | 15      |
| Rússia - Russian Albums Chart             | 36      |
| Tabelas musicais (2012)                   | Posição |
| Austrália - Urban Albums Chart            | 24      |
| Estados Unidos - Billboard 200            | 91      |
| Estados Unidos - R&B/Hip Hop Albums       | 13      |

| País / Certificadora       | Certificações      |
| -------------------------- | ------------------ |
| Austrália / ARIA           | Platina 70 000     |
| Canadá / Music Canada      | Ouro 40 000        |
| Estados Unidos / RIAA      | Platina 1 500 000  |
| França / SNEP              | Ouro 80 000        |
| Irlanda / IRMA             | Platina 20 000     |
| Nova Zelândia / RIANZ      | Ouro 8 000         |
| Polónia / ZPAV             | Platina 20 000     |
| Rússia / 2M                | Ouro 7 000         |
| Reino Unido / BPI          | 2× Platina 800 000 |
| Suécia / Sverigetopplistan | Ouro 20 000        |

### Precessão e sucessão
| Gráficos de sucessão                                                          | Gráficos de sucessão | Gráficos de sucessão                                                             |
| ----------------------------------------------------------------------------- | --- | -------------------------------------------------------------------------------- |
| Precedido por The Light of the Sun por Jill Scott                             | Álbuns número um na Billboard 200 dos Estados Unidos 16 de Julho de 2011 — 30 de Julho de 2011                                                   | Sucedido por Red River Blue por Blake Shelton                                    |
| Precedido por The Light of the Sun por Jill Scott Here I Am por Kelly Rowland | Álbuns número um na R&B/Hip-Hop Albuns dos Estados Unidos 16 de Julho de 2011 — 13 de Agosto de 2011 20 de Agosto de 2011 — 27 de Agosto de 2011 | Sucedido por Here I Am por Kelly Rowland Watch the Throne por Jay-Z e Kanye West |
| Precedido por Born This Way por Lady Gaga                                     | Álbuns número um na UK Albums Chart do Reino Unido 3 de Julho de 2011 — 17 de Julho de 2011                                                      | Sucedido por 21 por Adele                                                        |
| Precedido por 21 por Adele                                                    | Álbuns número um na Irish Albums Chart da Irlanda 30 de Julho de 2011 — 7 de Julho de 2011                                                       | Sucedido por 21 por Adele                                                        |
| Precedido por Time After Time por Vários artistas                             | Álbuns número um na International Albums Charts da Coreia do Sul 30 de Julho de 2011 — 7 de Julho de 2011                                        | Sucedido por Dream With Me por Jackie Evancho                                    |
| Precedido por Pablo Alborán por Pablo Alborán                                 | Álbuns número um na Promusicae Albuns da Espanha 3 de julho de 2011 — 10 de julho de 2011                                                        | Sucedido por Tierra Firme por "Luis Fonsi"                                       |
| Precedido por Planet Pit por Pitbull Talk That Talk por Rihanna               | Álbuns número um na UK Urban Albums do Reino Unido 9 de Julho de 2011 — 30 de Julho de 2011 14 de janeiro de 2012 — 28 de janeiro de 2012        | Sucedido por Back to Black por Amy Winehouse Stereo Typical por Rizzle Kicks     |

## Histórico de lançamento
| Região         | Data                 | Formato              | Gravadoras                     | Edição(ões)                   |
| -------------- | -------------------- | -------------------- | ------------------------------ | ----------------------------- |
| Austrália      | 24 de Junho de 2011  | CD, download digital | Sony Music Entertainment       | Standard, deluxe edition      |
| Áustria        | 24 de Junho de 2011  | Download digital     | Sony Music Entertainment       | Standard edition              |
| Suíça          | 24 de Junho de 2011  | Download digital     | Sony Music Entertainment       | Standard edition              |
| Bélgica        | 24 de Junho de 2011  | CD, download digital | Sony Music Entertainment       | Standard, deluxe edition      |
| Alemanha       | 24 de Junho de 2011  | CD, download digital | Sony Music Entertainment       | Standard, deluxe edition      |
| Irlanda        | 24 de Junho de 2011  | CD, download digital | Sony Music Entertainment       | Standard edition              |
| Países Baixos  | 24 de Junho de 2011  | CD, download digital | Sony Music Entertainment       | Standard, deluxe edition      |
| França         | 27 de Julno de 2011  | CD, download digital | Sony Music Entertainment       | Standard, deluxe edition      |
| Hong Kong      | 27 de Julno de 2011  | CD, download digital | Sony Music Entertainment       | Standard, deluxe edition      |
| Nova Zelândia  | 27 de Julno de 2011  | CD, download digital | Sony Music Entertainment       | Standard, deluxe edition      |
| Polónia        | 27 de Julno de 2011  | CD, download digital | Sony Music Entertainment       | Eco, standard, deluxe edition |
| Reino Unido    | 27 de Julno de 2011  | CD, download digital | RCA Records                    | Standard, deluxe edition      |
| Argentina      | 28 de junho de 2011  | Download digital     | Sony Music Entertainment       | Standard edition              |
| Brasil         | 28 de junho de 2011  | CD, download digital | Sony Music Entertainment       | Standard, deluxe edition      |
| Canadá         | 28 de junho de 2011  | CD, download digital | Sony Music Entertainment       | Standard, deluxe edition      |
| Espanha        | 28 de junho de 2011  | Download digital     | Sony Music Entertainment       | Standard edition              |
| Estados Unidos | 28 de junho de 2011  | CD, download digital | Columbia Records               | Standard, deluxe edition      |
| Japão          | 29 de junho de 2011  | CD, download digital | Sony Music Entertainment Japan | Standard, deluxe edition      |
| Dinamarca      | 29 de junho de 2011  | CD, download digital | Sony Music Entertainment       | Standard, deluxe edition      |
| Filipinas      | 1 de julho de 2011   | CD                   | Sony Music Entertainment       | Standard, deluxe edition      |
| Tailândia      | 6 de julho de 2011   | CD                   | Sony Music Entertainment       | Standard edition              |
| China          | 4 de julho de 2011   | Download digital     | Sony Music Entertainment       | Standard edition              |
| China          | 9 de agosto de 2011  | CD                   | Sony Music Entertainment       | Standard edition              |
| Estados Unidos | 2 de janeiro de 2012 | Download digital     | Sony Music Entertainment       | Deluxe edition                |
| Brasil         | 2 de janeiro de 2012 | Download digital     | Sony Music Entertainment       | Deluxe edition                |